# Eulachpark

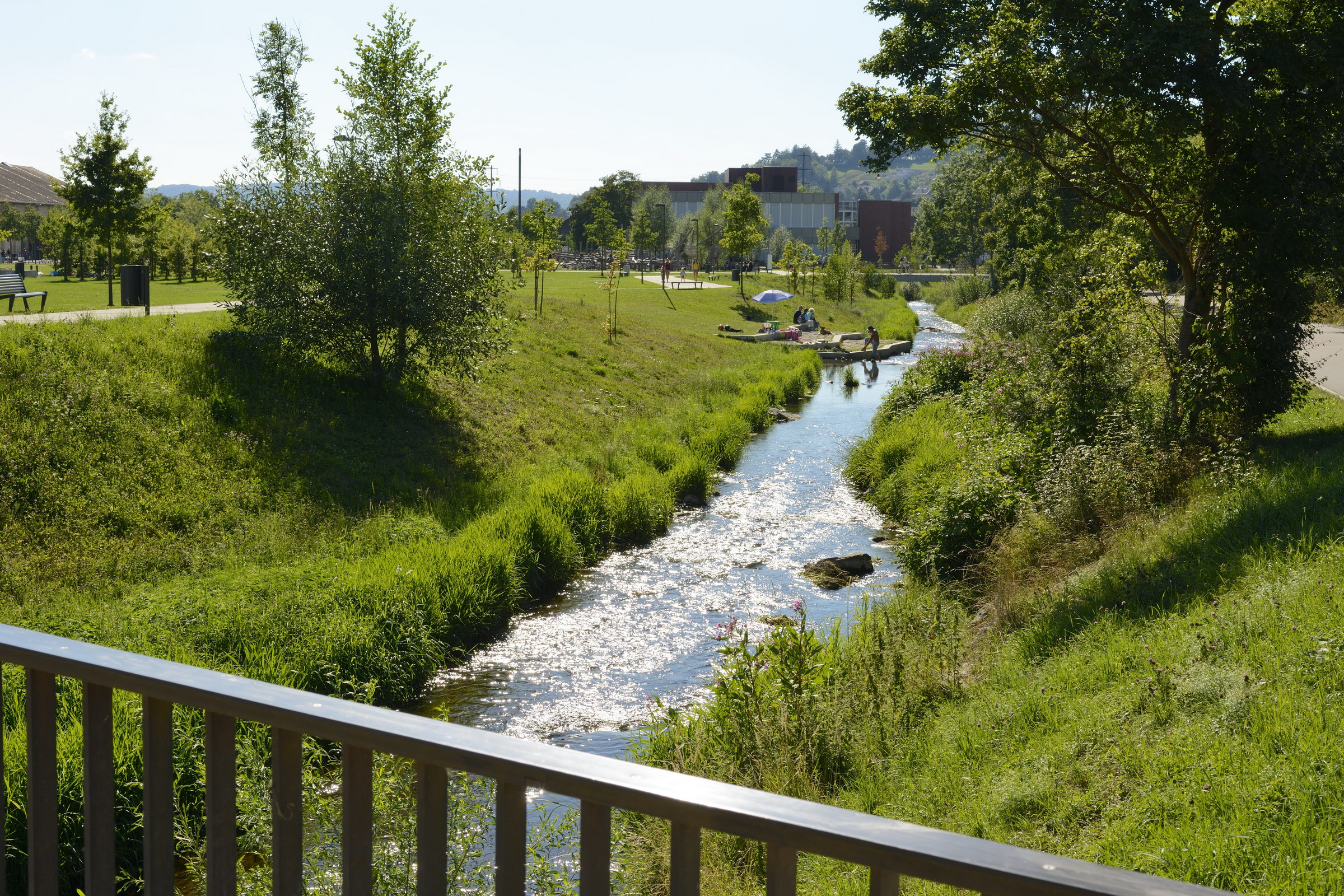
Die namensgebende Eulach im Eulachpark

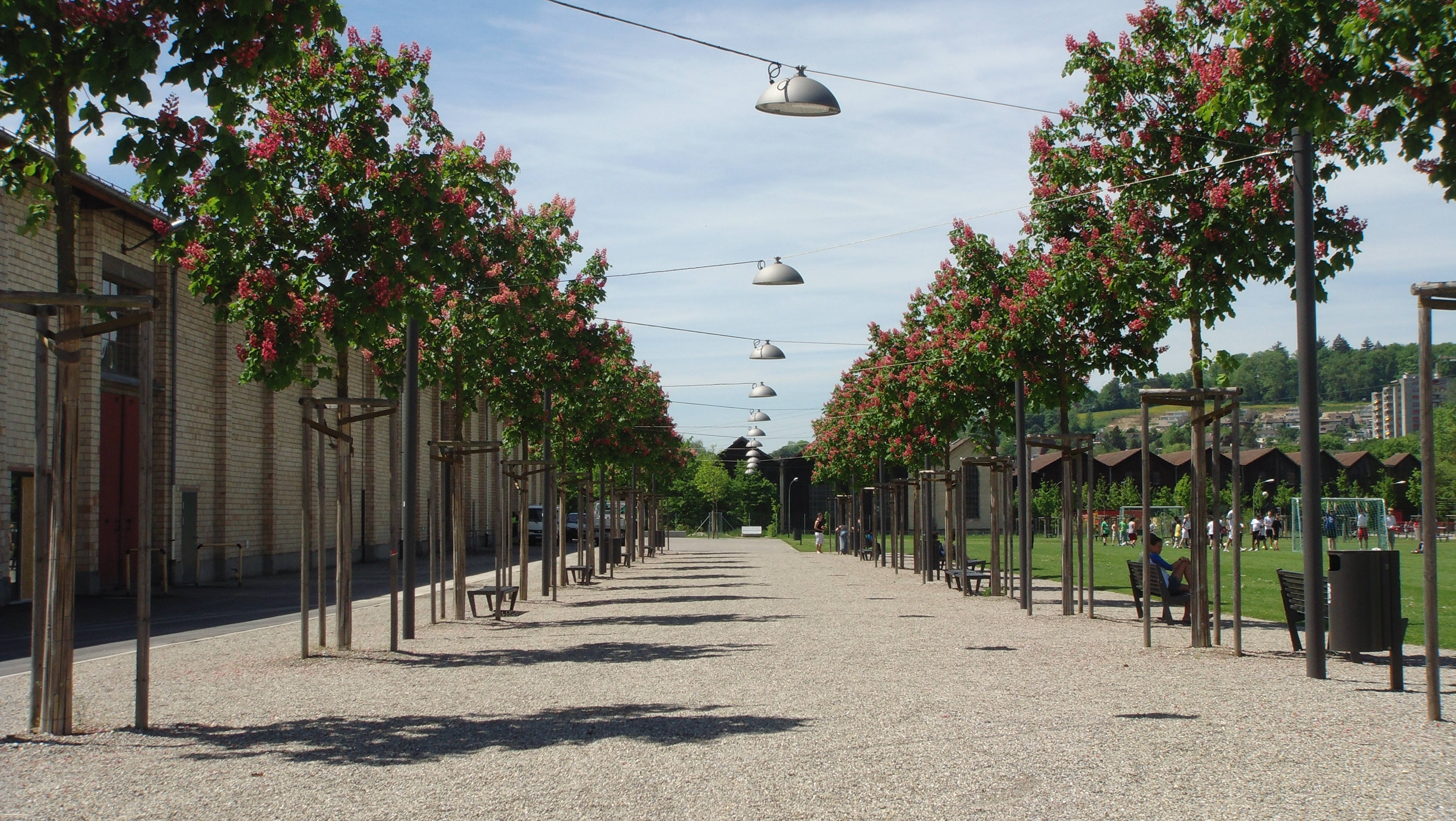
Baumallee bei der zum Park angrenzenden Eventhalle 710

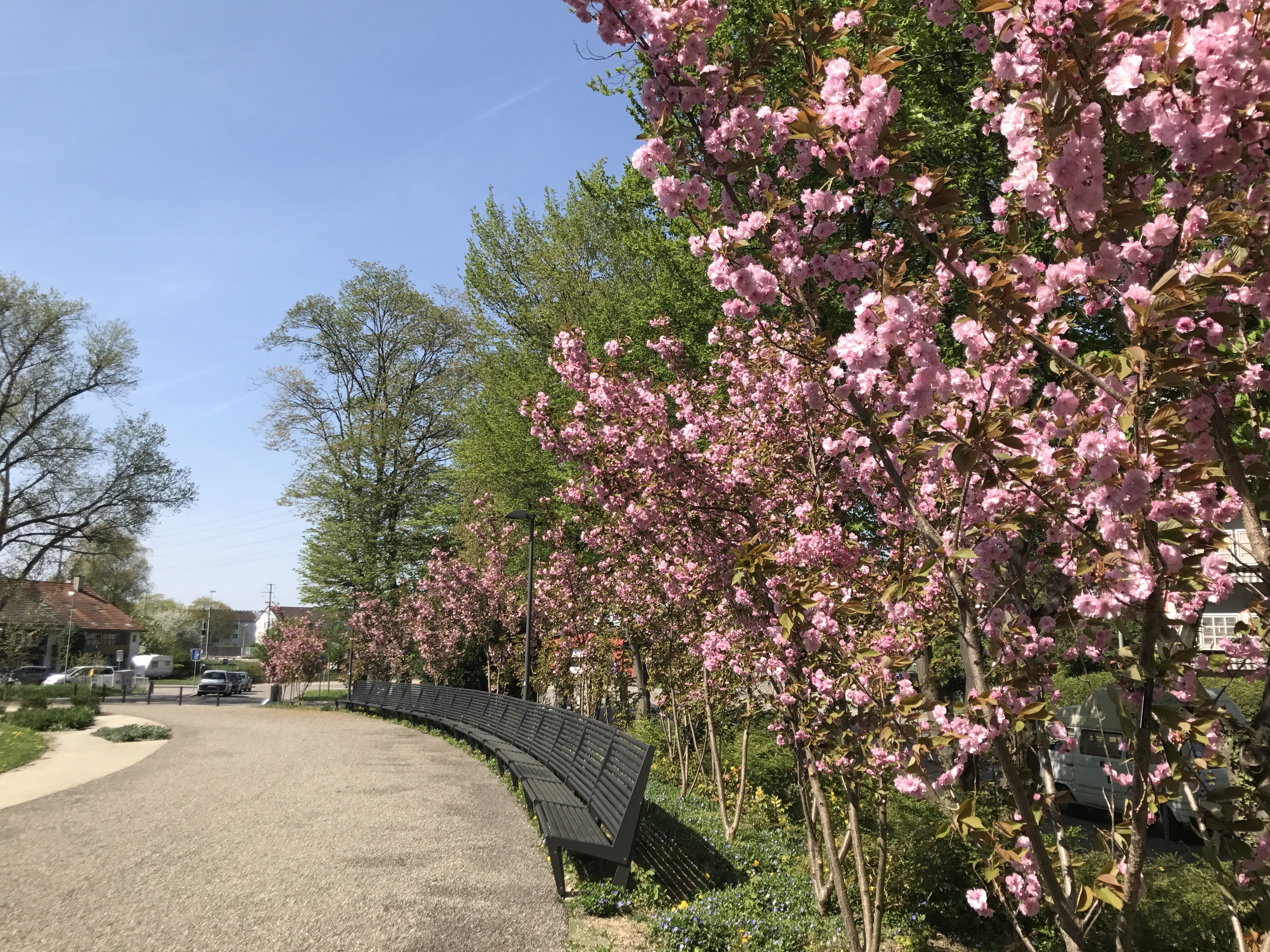
Japanische Kirschbäume im Parkteil Nord

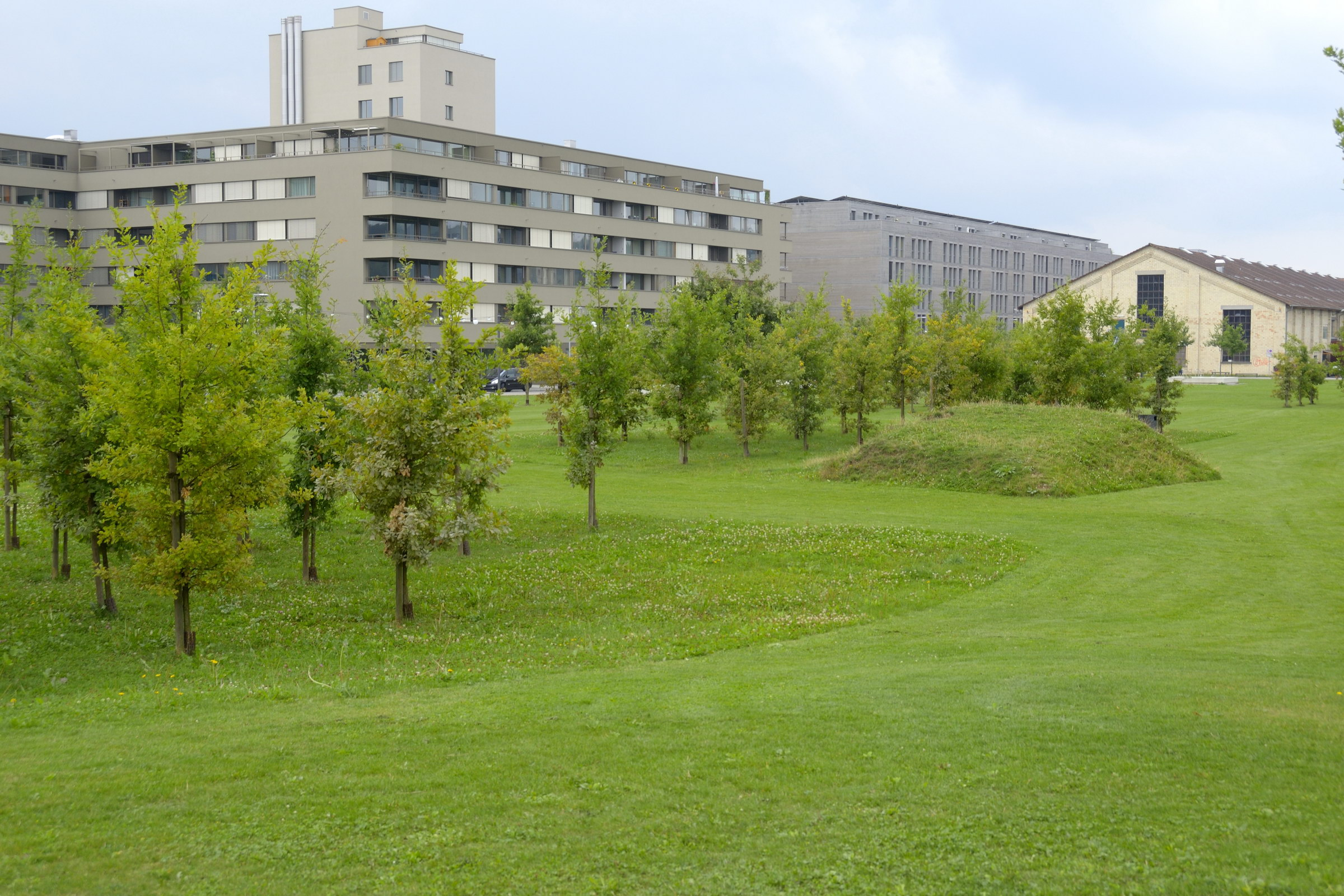
Kleine Erdhügel im Eulachpark

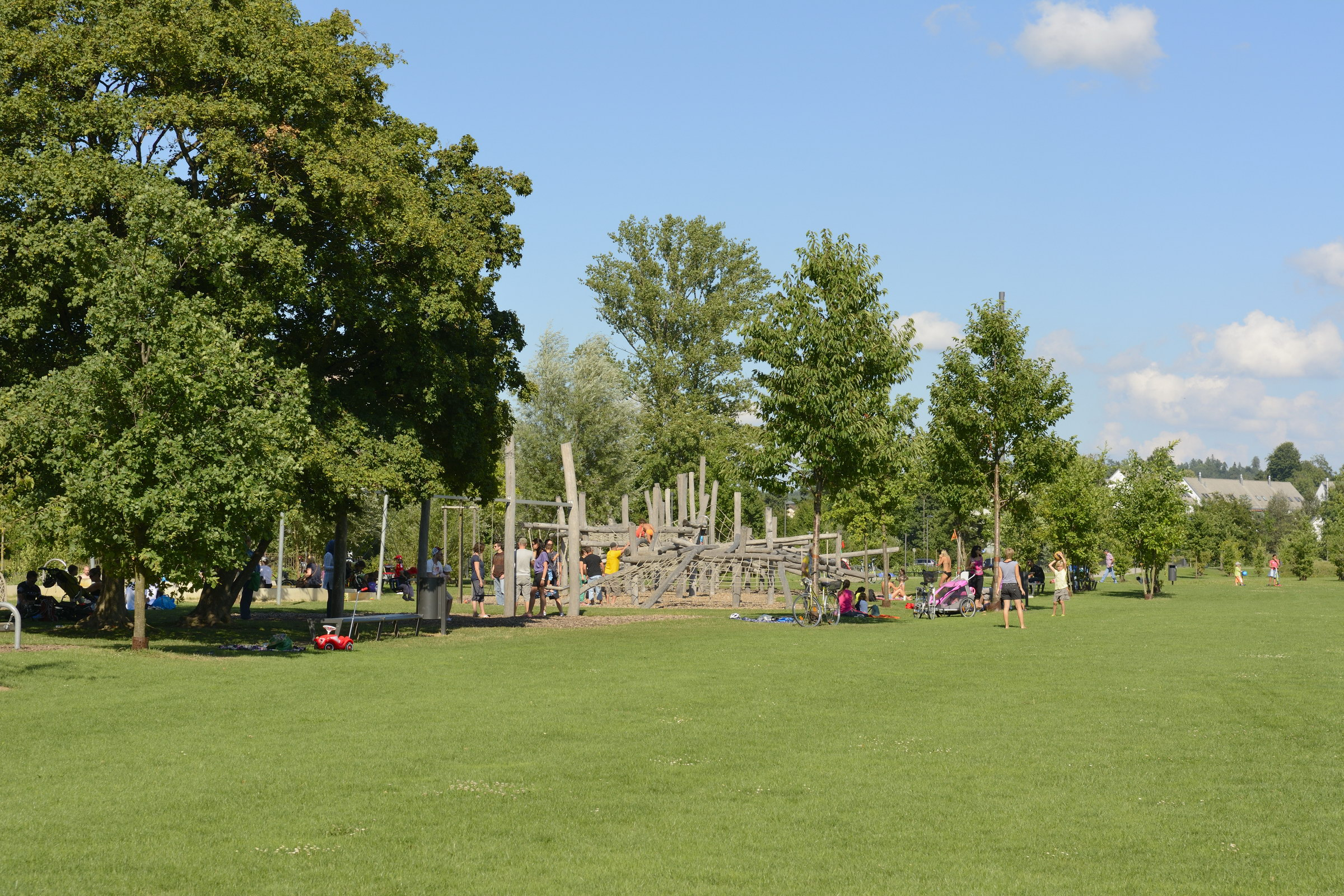
Spielplatz

Der Eulachpark ist ein öffentlicher Park in Neuhegi im Stadtkreis Oberwinterthur der Stadt Winterthur. Er ist der jüngste Park Winterthurs und wurde nach der Eulach, die den Park durchquert, benannt.

## Geschichte
Die sechs Hektar Land für den Park im ehemaligen Industriegebiet in Oberwinterthur wurden der Stadt Winterthur von der Sulzer AG kostenlos abgetreten, wobei sich die Stadt verpflichtete, die Parkanlagen zu erstellen. Im Gegenzug konnte die Firma Sulzer das übrige Areal dichter bebauen. Im Spätherbst 2006 begannen die Bauarbeiten, welche in vier Etappen aufgeteilt wurden. Im August 2010 wurden die ersten zwei Bauetappen vollendet und der Park mit einem Quartierfest eingeweiht. Die dritte Etappe wurde 2012/13 verwirklicht. Der vierte und letzte Parkteil wurde am 4. September 2019 eingeweiht.

## Kirschbäume
Inspiriert von den berühmten Kirschblüten im West Potomac Park in Washington, D.C., in den Vereinigten Staaten, wurden auch im Eulachpark, im Parkteil Nord, Japanische Blütenkirsche (Prunus serrulata kanzan) gepflanzt.
Anlass waren zwei Jubiläen im Jahr 2014: Einerseits 150 Jahre diplomatische Beziehungen zwischen Japan und der Schweiz, andererseits feierte Winterthur 750 Jahre Stadtrecht.
Eingeweiht wurden die Kirschbäume am 3. Mai 2014 mit einem Hanami, welches die Standortförderung Region Winterthur organisierte. Die 60 japanischen Kirschbäume sollen die langjährige Freundschaft zwischen Japan und Winterthur symbolisieren. Auch der japanische Botschafter, Ryuhei Maeda, sowie der Winterthurer Stadtpräsident, Michael Künzle, haben am Anlass teilgenommen.

## Skatepark
Im Parkteil West (4. Ausbauetappe) befindet sich ein grosser Skatepark. Es handelt sich um den drittgrössten Outdoor-Skatepark der Schweiz. Seine Fläche beträgt 8'500 Quadratmeter. Ergänzt wird der Skatepark durch eine Wellenbahn (Pump-Track) und elf Industrieskulpturen (Turbinenräder, Pleuelstangen usw.), welche an die Vorgeschichte des Parks als ehemaliges Industrieareal erinnern.

## Lage
Der Eulachpark hat eine Fläche von 54'623 m² und liegt im Osten der Stadt Winterthur zwischen den Bahnstationen Oberwinterthur und Winterthur-Hegi. Zudem gelangt man mit der Linie 7 des Stadtbusses Winterthur und der Postautolinie 680 zum Eulachpark.

## Auszeichnungen
2013 wurde der Eulachpark durch die Zeitschrift für Architektur und Design Hochparterre mit dem «Goldenen Hasen» ausgezeichnet. Die Jury begründete diesen ersten Platz in der Kategorie «Landschaft» mit dem für Schweizer Verhältnisse grossen Massstab des Eulachparks.